# São Manoel do Paraná
São Manoel do Paraná är en kommun i Brasilien.   Den ligger i delstaten Paraná, i den södra delen av landet, 1 000 km sydväst om huvudstaden Brasília. Antalet invånare är 2 098.
Trakten runt São Manoel do Paraná består till största delen av jordbruksmark. Runt São Manoel do Paraná är det ganska glesbefolkat, med 47 invånare per kvadratkilometer.